# 레이프 개릿
레이프 개릿(영어: Leif Garrett, 1961년 11월 8일 ~ ), 또는 그의 본명 레이프 퍼 너빅(영어: Leif Per Nervik)은 미국의 가수, 영화배우, 드라마 배우이다. 1970년도에 세계에서 가장 유명한 청소년 아이돌로 꼽혔다. 그러나 나중에는 패배한 소송과 심한 마약문제로 인하여 오명이 났다.

## 어린 시절
레이프는 어린 시절에 굉장한 유명을 얻으면서 나중에 급하락했다는 점에 대해 매우 오명이 있다. 1961년 11월 8일, 미국의 캘리포니아주에 있는 할리우드에서 태어났다. 1966년, 다섯살이 되었을 즈음 연기를 배우기 시작했으며, 1969년에는 "Bob & Carol & Ted & Alice"라는 드라마에 처음으로 데뷔했다. 1973년에 "The Walking Tall"이라는 영화에도 출연을 했다. 다른 방송에서도 같이 촬영요구를 하면서 인기는 높아져 갔다. 1974년에 "Macon County Line"이랑 "Walking Tall 2" 같은 텔레비전 시리즈에 더욱 진출하며, 연기자로서 굉장한 인기를 얻었다. 1977년에는 음악시장에도 관심을 가지며 진출을 했다. "Beach Boys", "Surfin' U.S.A"랑 "I Was Made for Dancing" 같은 곡으로 또 다시 대성공을 일으켜, 특히 여성 청소녀들의 인기를 얻었다. 여자들을 집중하는 잡지들에 많이 나타났으며, 이때쯤이  제일 성공적이였다고 한다. 1978에는 "Can't Explain"이라는 곡도 제작하며 락엔롤에서 상당한 영향도 줬다고 한다.
연기자랑 가수되는 외에는 별로 좋게 성장하는 편이 아니었다. 14살에 마약을 이용하기 시작했다고 하며, 17살때쯤에는 파티랑 노는것에 집중하여 인생이 하락하고 있었다. 어느 날, 그의 친구랑 같이 운전하면서 교통사고를 일으켰다. 이로서 그의 제일 친한 친구인 롤런드 윙클러(Roland Winkler)는 신체마비로 인하여 장애인으로 되버리면서 매우 상황이 나빠졌다.